# Ари Сигурпаульссон
Ари Сигурпаульссон (исл. Ari Sigurpálsson; род. 17 марта 2003) — исландский футболист, нападающий шведского «Эльфсборга».

## Клубная карьера
Является воспитанником «Коупавогюра». В его составе 26 августа 2019 года дебютировал в чемпионате Исландии в матче с «Филькиром», выйдя на замену в конце встречи. В 16-летнем возрасте на правах аренды перешёл в итальянскую «Болонью», где выступал за юношескую команду. По окончании аренды перешёл в итальянский клуб на постоянной основе, после чего на правах аренды до конца сезона вернулся в «Коупавогюра».
В феврале 2022 года перешёл из «Болоньи» в «Викингур» из Рейкьявика. Первую игру за клуб провёл в чемпионате против «Хабнарфьордюра» 18 апреля. За три сезона вместе с командой становился чемпионом страны и по два раза выигрывал кубок и суперкубок страны.
19 марта 2025 года стал игроком шведского «Эльфсборга», с которым заключил контракт, рассчитанный на пять лет. Дебютировал в чемпионате Швеции 30 марта в матче первого тура с «Мьельбю». Ари вышел на поле на 74-й минуте вместо Готтфрида Раппа и через четыре минуты забил гол, принеся своей команде ничью в матче.

## Карьера в сборной
Выступал за юношеские сборные Исландии различных возрастов. В ноябре 2022 года в товарищеском матче с Шотландией сыграл первую игру за молодёжную сборную.

## Достижения
Викингур Рейкьявик
- Чемпион Исландии: 2023
- Второе место в чемпионате Исландии: 2024
- Обладатель кубка Исландии (2): 2022, 2023
- Финалист кубка Исландии: 2024
- Финалист кубка исландской лиги: 2022
- Обладатель суперкубка Исландии (2): 2022, 2024

## Клубная статистика
| Выступление      | Выступление      | Выступление      | Лига | Лига | Кубки | Кубки | Конт. кубки | Конт. кубки | Разное | Разное | Итого | Итого |
| Клуб             | Лига             | Сезон            | Игры | Голы | Игры  | Голы  | Игры        | Голы        | Игры   | Голы   | Игры  | Голы  |
| ---------------- | ---------------- | ---------------- | ---- | ---- | ----- | ----- | ----------- | ----------- | ------ | ------ | ----- | ----- |
| Коупавогюр       | Избранная лига   | 2019             | 2    | 0    | 0     | 0     | 0           | 0           | 0      | 0      | 2     | 0     |
| Коупавогюр       | Избранная лига   | 2020             | 8    | 1    | 1     | 2     | 0           | 0           | 0      | 0      | 9     | 3     |
| Коупавогюр       | Итого            | Итого            | 10   | 1    | 1     | 2     | 0           | 0           | 0      | 0      | 11    | 3     |
| Викингур (Р)     | Лучшая лига      | 2022             | 27   | 8    | 5     | 2     | 8           | 1           | 1      | 0      | 41    | 11    |
| Викингур (Р)     | Лучшая лига      | 2023             | 12   | 2    | 4     | 4     | 2           | 0           | 0      | 0      | 18    | 6     |
| Викингур (Р)     | Лучшая лига      | 2024             | 26   | 8    | 5     | 1     | 14          | 3           | 1      | 0      | 46    | 12    |
| Викингур (Р)     | Лучшая лига      | 2025             | 0    | 0    | 0     | 0     | 2           | 0           | 1      | 0      | 3     | 0     |
| Викингур (Р)     | Итого            | Итого            | 65   | 18   | 14    | 7     | 26          | 4           | 2      | 0      | 107   | 29    |
| Эльфсборг        | Алльсвенскан     | 2025             | 8    | 2    | 0     | 0     | 0           | 0           | 0      | 0      | 8     | 2     |
| Эльфсборг        | Итого            | Итого            | 8    | 2    | 0     | 0     | 0           | 0           | 0      | 0      | 8     | 2     |
| Всего за карьеру | Всего за карьеру | Всего за карьеру | 83   | 21   | 15    | 9     | 26          | 4           | 2      | 0      | 126   | 34    |